# George Hampson
Sir George Francis Hampson, 10º Baronet (Marylebone, 14 de enero de 1860 - Maidstone, 15 de octubre de 1936) fue un entomólogo británico.
Hampson estudió en la Charterhouse School y en el Exeter College de Oxford. Viajó a la India para convertirse en propietario de una plantación de té en las montañas Nilgiri en la presidencia de Madras (actualmente Tamil Nadu), donde se interesó por las mariposas y las polillas. Cuando regresó a Inglaterra se convirtió en un trabajador voluntario en el Museo de Historia Natural, donde escribió The Lepidoptera of the Nilgiri District (1891) y The Lepidoptera heteróceros of Ceylon (1893) como las partes 8 y 9 de Illustrations of typical Specimens of Lepidoptera heteróceros of the British Museum. Posteriormente comenzó a trabajar en The Fauna of British India, Including Ceylon and Burma: Moths (4 volúmenes 1892-1896).
Albert Günther le ofreció un puesto como asistente en el museo en marzo de 1895, y después de obtener el título de baronet en 1896, fue ascendido a Assistant Keeper en 1901. Después trabajó en el Catalogue of the Lepidoptera Phalaenae in the British Museum (15 volúmenes, 1898-1920).
Se casó con Minnie Frances Clark-Kennedy, el 1 de junio de 1893, con quien tuvo tres hijos.